# Skyrunners
Skyrunners  è un film televisivo statunitense, trasmesso su Disney XD il 27 novembre 2009,  mentre in Italia ha debuttato il 12 marzo 2010. Ed è il primo e finora unico film originale che ha debuttato sul canale.

## Trama
Dopo che un UFO si schianta nella loro città, Nick e Tyler, due fratelli normali, accorrono a vedere le conseguenze dell'evento. Poco dopo, l'agente Armstrong, con il supporto governativo, decide di porre in isolamento la navicella. Tyler ha dei cambiamenti fisici, ottenendo abilità sovrumane; viene poi portato via da Nick, decidendo in seguito di raccontare all'agente Armstrong cosa gli sia accaduto. L'agente si rivela però essere un alieno in incognito e cattura Tyler; Nick, sentendosi in colpa per aver dubitato di Tyler, arriva al nascondiglio in cui era stato nascosto il fratello per salvarlo.
Nick cerca di riparare l'UFO e, una volta riuscito a sistemare la navicella, la guida fino alla fortezza sotterranea in cui gli alieni risiedono. Nick trova Tyler e lo libera dalla sua cella di detenzione. I fratelli scoprono che gli alieni stanno progettando di conquistare la Terra inquinando l'atmosfera. Tyler utilizza un esplosivo alieno per distruggere gli invasori e fuggire con l'UFO; tuttavia, non riescono a distruggerli tutti e sono inseguiti da un alieno sopravvissuto. Dopo aver sconfitto anche quest'ultimo alieno, il loro UFO si schianta vicino alla scuola superiore di Nick, che utilizza la navicella come progetto di scienze, riuscendo così a diplomarsi.
Nick e Julie si baciano e Tyler ottiene un appuntamento da Katie Wallace, al quale arriva con l'UFO. Credendo che gli alieni siano stati sconfitti, i ragazzi vanno avanti con le loro vite; mentre Nick prova un nuovo stereo per l'UFO, quattro agenti Armstrong sopravvissuti li osservano, tramando un altro attacco al genere umano, lasciando così la possibilità di un sequel.

## Cast
- Joey Pollari: Tyler Burns
- Kelly Blatz: Nick Burns
- Linda Kash: Robin Burns
- Conrad Coates: Agente Armstrong
- Jacqueline MacInnes Wood: Julie Gunn
- Nathan Stephenson: Darryl Butler
- Aisha Dee: Katie Wallace